# AFL - Division Ladies 2018
La AFL - Division Ladies 2018 è la 19ª edizione del campionato di football americano femminile di primo livello, organizzato dalla AFBÖ.

## Squadre partecipanti
| Club                   | Città      | Stadio | Sponsor ufficiale | Risultato nella stagione 2017 |
| ---------------------- | ---------- | ------ | ----------------- | ----------------------------- |
| Budapest Wolves Ladies | Budapest   |        |                   |                               |
| Danube Dragons Ladies  | Vienna     |        |                   |                               |
| Salzburg Ducks Ladies  | Salisburgo |        |                   |                               |
| Schwaz Hammers Ladies  | Schwaz     |        |                   |                               |
| Telfs Patriots Ladies  | Telfs      |        |                   |                               |
| Vienna Vikings Ladies  | Vienna     |        | Dacia             |                               |

## Stagione regolare

### Calendario

#### 1ª giornata
| 1º settembre 2018, ore 15:00 | Budapest Wolves Ladies | 16 – 6 (8-0 8-0 0-6 0-0) | Schwaz Hammers Ladies |  |

| 2 settembre 2018, ore 15:00 | Danube Dragons Ladies | 30 – 6 (0-6 0-0 16-0 14-0) | Telfs Patriots Ladies |  |

#### 2ª giornata
| 8 settembre 2018, ore 15:00 | Vienna Vikings Ladies | 64 – 0 | Telfs Patriots Ladies |  |

| 9 settembre 2018, ore 13:00 | Budapest Wolves Ladies | 12 – 0 | Salzburg Ducks Ladies |  |

#### 3ª giornata
| 15 settembre 2018, ore 15:00 | Vienna Vikings Ladies | 62 – 12 | Schwaz Hammers Ladies |  |

| 16 settembre 2018, ore 14:00 | Salzburg Ducks Ladies | 0 – 42 | Danube Dragons Ladies | (400 spett.) |

#### 4ª giornata
| 29 settembre 2018, ore 15:00 | Danube Dragons Ladies | 0 – 46 | Vienna Vikings Ladies |  |

#### 5ª giornata
| 6 ottobre 2018, ore 15:00 CEST | Telfs Patriots Ladies | 0 – 6 (0-0 0-6 0-0 0-0) | Budapest Wolves Ladies | (185 spett.) |

| 7 ottobre 2018, ore 14:00 | Salzburg Ducks Ladies | 32 – 6 (20-0 6-0 0-6 6-0) | Schwaz Hammers Ladies | (220 spett.) |

#### 6ª giornata
| 20 ottobre 2018, ore 15:00 CEST | Vienna Vikings Ladies | 48 – 0 | Budapest Wolves Ladies |  |

| 20 ottobre 2018, ore 16:00 CEST | Schwaz Hammers Ladies | 6 – 38 | Danube Dragons Ladies |  |

#### 7ª giornata
| 26 ottobre 2018, ore 16:00 CEST | Schwaz Hammers Ladies | 0 – 12 (0-6 0-0 0-0 0-6) | Telfs Patriots Ladies |  |

| 28 ottobre 2018, ore 14:00 CEST | Salzburg Ducks Ladies | 0 – 40 (0-8 0-16 0-0 0-16) | Vienna Vikings Ladies |  |

#### 8ª giornata
| 10 novembre 2018, ore 14:00 CEST | Budapest Wolves Ladies | 6 – 8 | Danube Dragons Ladies |  |

| 10 novembre 2018, ore 15:00 CEST | Telfs Patriots Ladies | 8 – 0 | Salzburg Ducks Ladies |  |

### Classifica
La classifica della regular season è la seguente:
- PCT = percentuale di vittorie, G = partite giocate, V = partite vinte,  P = partite perse, PF = punti fatti, PS = punti subiti

| Pos. | Squadra                | PCT   | G | V | N | P | PF  | PS  |
| ---- | ---------------------- | ----- | - | - | - | - | --- | --- |
| 1    | Vienna Vikings Ladies  | 1.000 | 5 | 5 | 0 | 0 | 260 | 12  |
| 2    | Danube Dragons Ladies  | .800  | 5 | 4 | 0 | 1 | 118 | 64  |
| 3    | Budapest Wolves Ladies | .600  | 5 | 3 | 0 | 2 | 40  | 62  |
| 5    | Telfs Patriots Ladies  | .400  | 5 | 2 | 0 | 3 | 26  | 100 |
| 4    | Salzburg Ducks Ladies  | .200  | 5 | 1 | 0 | 4 | 32  | 108 |
| 6    | Schwaz Hammers Ladies  | .000  | 5 | 0 | 0 | 5 | 30  | 160 |

## Finali

### Finale 3º - 4º posto
| Vienna 17 novembre 2018, ore 13:00 | Budapest Wolves Ladies | 34 – 0 (8-0 26-0 0-0 0-0) | Telfs Patriots Ladies | Footballzentrum Ravelinstraße |

### XIX Ladies Bowl
| Vienna 17 novembre 2018, ore 16:00 | Vienna Vikings Ladies | 31 – 14 (6-0 12-0 6-8 7-6) | Danube Dragons Ladies | Footballzentrum Ravelinstraße |

## Verdetti
- Vienna Vikings Ladies Campionesse dell'Austria 2018